# Готфрид VIII (Цигенхайн)
Готфрид VIII фон Цигенхайн (на немски: Gottfried VIII von Ziegenhain; Godfrey VIII von Ziegenhain; * сл. 1350; † пр. 24 септември 1394) от графската фамилия Цигенхайн, е от 1372 до 1394 г. граф на Цигенхайн и Нида. Той е особено известен като хауптман на рицарския съюз „Sternerbund“ през войната против ландграфовете Хайнрих II и Херман II фон Хесен.

## Биография
Той е син на граф Готфрид VII фон Цигенхайн и Нида († октомври 1372) и съпругата му Агнес фон Фалкенщайн († 1376), дъщеря на Филип IV фон Фалкенщайн († сл. 1347) и третата му съпруга Йохана фон Сарверден († сл. 1347). Брат е на Изенгард фон Цигенхайн († 1361), омъжена 1356 г. за Еберхард I господар на Епенщайн († 1391), и на Агнес фон Цигенхайн († 1374) омъжена 1370 г. за граф Крафт IV фон Хоенлое-Вайкерсхайм († 1399).
На 14 март 1371 г. Готфрид VIII става рицар. През 1372 г. наследява баща си като граф на Цигенхайн и Нида. През войната (1371 – 1373) против Ландграфство Хесен той залага и продава свои собствености. По времето на Папската схизма (1378 – 1417) папа Урбан VI му дава църковна присъда.
От 1380 до 1388 г. той е опекун на малолетния Улрих V фон Ханау, за когото през 1388 г. се омъжва дъщеря му Елизабет фон Цигенхайн.

## Фамилия
Готфрид VIII се жени на 3 август 1371 г. за принцеса Агнес фон Брауншвайг-Гьотинген (* ок. 1349; † сл. 13 септември 1416), дъщеря на херцог Ернст I фон Брауншвайг-Гьотинген и ландграфиня Елизабет фон Хесен. Тя е сестра на херцог Ото фон Брауншвайг-Гьотинген, който няма пари и се бави с плащането на обещаната ѝ зестра. Той я изплаща едва през септември 1377 г. Те имат седем деца:
- Енгелберт III († 1401), граф на Цигенхайн и Нида
- Йохан II († 1450), домхер в Трир и в Майнц, 1401 – 1450 г. корегент на Цигенхайн и Нида, женен 1417 за Елизабет фон Валдек († 1460/1464)
- Готфрид IX († 1425), 1395 г. каноник във Фритцлар, 1402 г. домхер в Майнц, съграф на Цигенхайн и Нида, женен 1422 г. за маркграфиня Урсула фон Баден († 1429)
- Ото († 1430), от 1419 г. архиепископ на Трир
- Филип (споменат 1397/1399, умира рано), духовник
- Елизабет фон Цигенхайн (* ок. 1375; † 1 декември 1431), омъжена 1388 г. за господар Улрих V фон Ханау (ок. 1370 – 1416).
- Агнес фон Цигенхайн (* 1367; † сл. 1438), омъжена 1387 г. за граф Адолф III фон Валдек-Ландау (1362 – 1431)